# Nocticanace arnaudi
Nocticanace arnaudi är en tvåvingeart som beskrevs av Wirth 1954. Nocticanace arnaudi ingår i släktet Nocticanace och familjen Canacidae. Inga underarter finns listade i Catalogue of Life.